# 國岡昭夫
國岡 昭夫（くにおか あきお、1931年 -2023年 ） は、日本の電気工学者。第13代青山学院大学学長、第2代日本私立学校振興・共済事業団理事長、第4代学校法人横須賀学院理事長、第15代学校法人大東文化学園理事長などを歴任した。

## 人物・経歴
1954年東京理科大学理学部物理学科卒業。その後物理学から半導体研究に転じて、酒井善雄東京工業大学教授に師事し、1968年には東京工業大学で工学博士の学位を取得した。
サザン・メソジスト大学特別研究員、ロンドン大学客員研究員、青山学院大学理工学部電気電子工学科教授を経て、1995年から99年まで第13代青山学院大学学長。
また、光起電力素子の研究を行い、電気学会調査専門委員会委員長、電気学会技術委員会委員長、電気学会E部門副部門長を歴任。1999年には電気学会振興賞（進歩賞）を受賞した。
日本私立大学連盟常務理事、大学基準協会理事なども務め、2000年から02年まで第2代日本私立学校振興・共済事業団理事長、2002年から12年まで第4代学校法人横須賀学院理事長。のち、第15代学校法人大東文化学園理事長。

## 著作

### 著書
- 『電子物性』（高橋清と共著）昭晃堂 1978年
- 『基礎半導体工学』（上村喜一と共著）朝倉書店 1985年
- 『おもしろセンサ』コロナ社 1989年
- 『センサの上手な使い方』（編著）工業調査会 1993年

### 訳書
- ドン・キャノン著『エネルギーシステム電子制御入門』（沖村浩史と共訳）啓学出版 1985年